# Krzyż Milenijny w Gdańsku
Krzyż Milenijny, Pomnik Tysiąclecia – pomnik w postaci krzyża, znajdujący się na szczycie Góry Gradowej (46 m n.p.m.) w Śródmieściu Gdańska. Przy pomniku znajduje się punkt widokowy.

## Historia
Został ustanowiony dla upamiętnienia Wielkiego Jubileuszu Roku 2000. Monument został wybudowany w 2000 na szczycie bastionu Jerozolimskiego, według projektu Jacka Łuczaka. Krzyż ma ponad 16 metrów wysokości i stoi w miejscu zajmowanym podczas II wojny światowej przez działo przeciwlotnicze. Pierwotnie planowano wzniesienie monumentu wyższego (ponad 20 m) i o innej formie. Został poświęcony 3 września 2000.